# Konrad Heinrich von Dörnberg

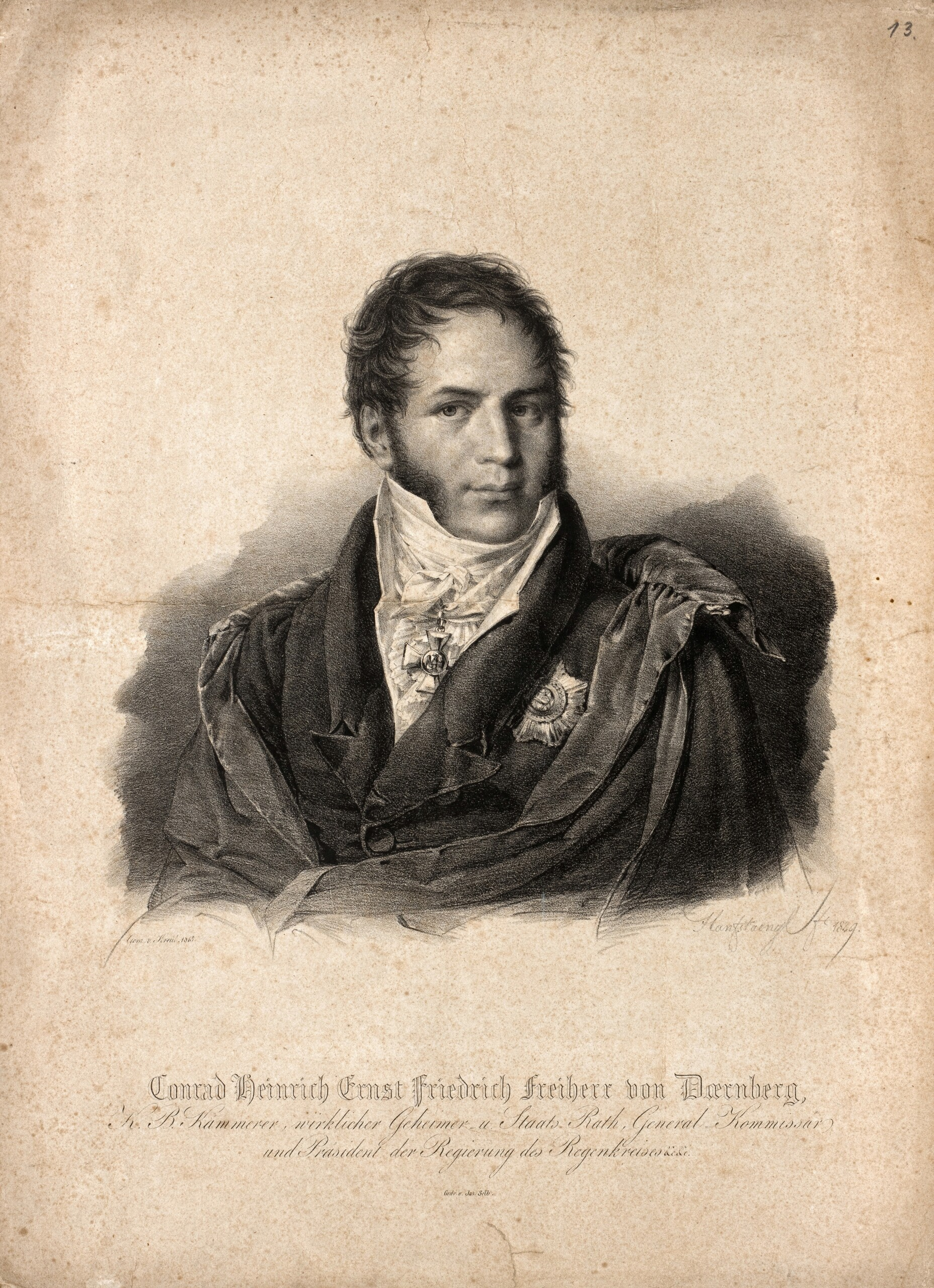
Konrad Heinrich von Dörnberg

Konrad Heinrich Freiherr von Dörnberg  (* 24. August 1769 in Breitenbach am Herzberg; † 25. November 1828 in Regensburg) war ein bayerischer Regierungspräsident der Oberpfalz.

## Leben
Konrad Heinrich stammte aus dem protestantischen hessischen Adelsgeschlecht der Dörnberg. Er war Sohn von Pandolphus Ferdinand Freiherr von Dörnberg, preußischer Justizminister unter Friedrich dem Großen, und von Dorothea von und zu Löwenstein. Konrad Heinrich war nach seinem Studium der Rechte in Göttingen Kammerassessor in Hamm und ab 1796 königlich preußischer Vizepräsident und Direktor der Domänenkammer zu Ansbach. Nach 1810 wirkte er für das Königreich Bayern als Kämmerer, Geheimer Rat und Staatsrat und war Generalkommissär in Ansbach (Regierungspräsident). 1817 wurde er als Generalkommissär nach Regensburg, die Hauptstadt des bayerischen Regenkreises versetzt.
Konrad Heinrich war seit 1794 mit Freiin Wilhelmine Sophie von Glauburg (1775–1835) verheiratet. Die gemeinsame Tochter Wilhelmine, gen. „Mimi“ (1803–1835), heiratete 1828 den Fürsten Maximilian Karl von Thurn und Taxis. Der Sohn Ernst Friedrich von Dörnberg (1801–1878) wurde Chef der Thurn & Taxis’schen Gesamtverwaltung. Seine Erhebung in den Grafenstand erfolgte 1865.

## Ehrungen
- Großkreuz des Verdienstordens der Bayerischen Krone
- Roter Adlerorden II. Klasse